# إرفنج كرستول
إرفنج كرستول (بالإنجليزية: Irving Kristol)‏ (و. 1920 – 2009 م) هو مؤرخ، واجتماعي، وصحفي من الولايات المتحدة الأمريكية. ولد في مدينة نيويورك.
وهو عضو في الحزب الجمهوري.
وهو عضو في الأكاديمية الأمريكية للفنون والعلوم.

## التعليم
درس في كلية مدينة نيويورك

## مناصب وهيئات
أدار جامعة نيويورك.

## جوائز
حصل على جوائز منها:
- وسام الحرية الرئاسي.